# Flora de Madagáscar
A flora de Madagáscar consiste em mais de 12 mil espécies de plantas vasculares e avasculares. Cerca de 83% das plantas vasculares de Madagáscar são encontradas apenas na ilha. Essas endemias incluem cinco famílias de plantas, 85% das mais de 900 espécies de orquídeas, cerca de 200 espécies de palmeiras e espécies emblemáticas como a árvore-do-viajante, seis espécies de baobá e a pervinca de Madagáscar. O alto grau de endemismo é devido ao longo isolamento de Madagáscar após sua separação das massas de terra africanas e indianas no Mesozoico, 150-160 e 84-91 milhões de anos atrás, respectivamente. No entanto, poucas linhagens de plantas permanecem da antiga flora de Gondwana; a maioria dos grupos de plantas existentes imigrou através da dispersão por meio do oceano, após a ruptura continental.
Após sua separação continental, Madagáscar possivelmente passou por um período seco, e a floresta tropical se expandiu posteriormente do Oligoceno para o Mioceno quando as chuvas aumentaram. Atualmente, florestas úmidas, incluindo as florestas de várzea, são encontradas principalmente no planalto oriental, onde abundantes chuvas do Oceano Índico são captadas por uma escarpa. Uma grande parte do planalto central, na ecorregião das florestas sub-úmidas, é hoje dominada por pastagens. Eles são amplamente vistos como resultado da transformação da paisagem humana, mas alguns podem ser mais antigos. As pastagens ocorrem em um mosaico com bosques e matas, incluindo a floresta de tapia e matagais de folhas duras nas altas montanhas. A floresta seca e a floresta suculenta são encontradas na parte ocidental mais seca e formam um matagal espinhoso exclusivo no sudoeste, onde as chuvas são mais baixas e a estação chuvosa, mais curta. Os manguezais ocorrem na costa oeste, e uma variedade de habitats de zonas úmidas com uma flora adaptada são encontrados em toda a ilha.
O crescimento da população humana e a atividade econômica pressionaram a vegetação natural da região, principalmente por meio do desmatamento em massa. O alto endemismo de Madagáscar e a riqueza de espécies, juntamente com uma queda acentuada na vegetação primária, fazem da ilha um hotspot de biodiversidade global. Para preservar os habitats naturais, cerca de 10% da superfície terrestre é protegida, incluindo os locais do Patrimônio Mundial Tsingy de Bemaraha e as florestas tropicais de Atsinanana. Embora historicamente principalmente os naturalistas franceses tenham descrito a flora de Madagáscar, hoje vários herbários nacionais e internacionais, jardins botânicos e universidades documentam a diversidade de plantas e se envolvem em sua conservação.

## Diversidade e endemismo
Madagáscar foi descrito como "um dos lugares mais floristicamente únicos do mundo". Desde 2018, 343 famílias de plantas vasculares e briófitas, com aproximadamente 12.000 espécies, eram conhecidas de acordo com o Catálogo das Plantas de Madagáscar. Muitos grupos de plantas ainda são pouco conhecidos. Das plantas vasculares, 83% são encontradas apenas na ilha. Essas endemias incluem cinco famílias de plantas inteiras: Asteropeiaceae, Barbeuiaceae, Physenaceae, Sarcolaenaceae e Sphaerosepalaceae. Estima-se que 96% das árvores e arbustos de Madagáscar sejam endêmicos.

### Plantas vasculares

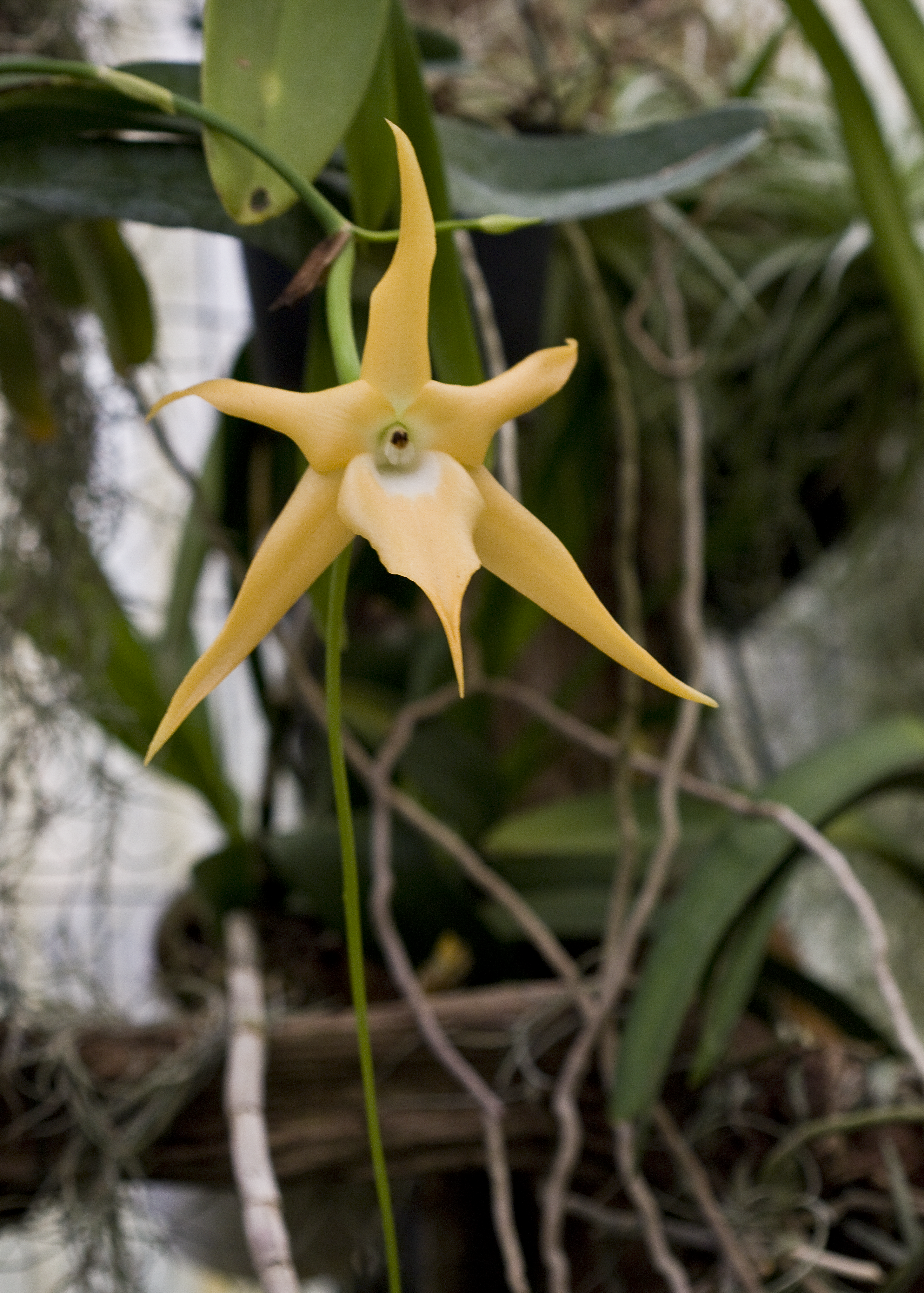
Angraecum sesquipedale, uma das mais de 900 orquídeas em Madagáscar

Entre as plantas não floridas, samambaias e licófitas contam cerca de 570 espécies descritas em Madagáscar. Cerca da metade deles é endêmica; na família de samambaias escamosas Cyatheaceae, nativa das florestas úmidas, todas, exceto três das 47 espécies, são endêmicas. Seis coníferas do gênero Podocarpus — todas endêmicas — e uma cicadácea (Cycas thouarsii) são nativas da ilha.
Nas angiospermas, os grupos basais e os magnólides representam cerca de 320 espécies de Madagáscar, cerca de 94% das quais são endêmicas. As famílias mais ricas em espécies são Annonaceae, Lauraceae, Monimiaceae e Myristicaceae, contendo principalmente árvores, arbustos e lianas, e a família de pimenta predominantemente herbácea (Piperaceae).
Monocots são altamente diversificados. Eles incluem a família de plantas mais ricas em espécies de Madagáscar, as orquídeas (Orchidaceae), com mais de 900 espécies, das quais 85% são endêmicas. As palmeiras (Arecaceae) têm cerca de 200 espécies em Madagáscar (a maioria no grande gênero Dypsis), mais de três vezes o número da África continental; todos, exceto cinco, são endêmicos. Outras grandes famílias de monocotiledôneas incluem as Pandanaceae, com 88 espécies endêmicas de Pandanus, encontradas principalmente em ambientes úmidos a úmidos, e as Asphodelaceae, com a maioria das espécies e mais de 130 endêmicas do gênero Aloe. Gramíneas (Poaceae, cerca de 550 espécies) e sargos (Cyperaceae, cerca de 300) são ricos em espécies, mas apresentam níveis mais baixos de endemismo (40%  e 37%, respectivamente). A endêmica árvore-do-viajante (Ravenala Madagáscariensis), um emblema nacional e amplamente plantada, é a única espécie malgaxe da família Strelitziaceae.

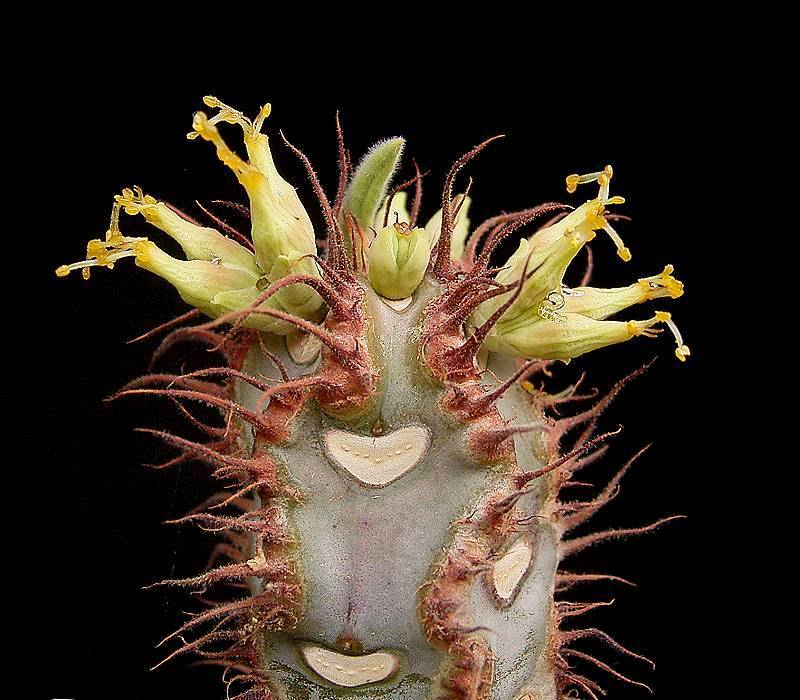
Euphorbia iharanae, uma endêmica do norte de Madagáscar

Os eudicotes são responsáveis pela maior parte da diversidade de plantas de Madagáscar. Suas famílias mais ricas em espécies da ilha são:
- Fabaceae (662 espécies - 77% endêmicas), sendo responsável por muitas árvores em florestas úmidas e secas;
- Rubiaceae (632 - 92%), com notavelmente mais de cem Psychotria endêmicas e 60 espécies endêmicas de Coffea;
- Asteraceae (535 - 81%), com mais de cem espécies endêmicas em Helichrysum;
- Acanthaceae (500 - 94%), com 90 espécies endêmicas em Hypoestes;
- Euphorbiaceae (459 - 94%), notadamente os grandes gêneros Croton e Euphorbia;
- Malvaceae (486 - 87%), incluindo o grande gênero Dombeya (177 - 97%) e sete dos nove baobás (Adansonia), dos quais seis são endêmicos;
- Apocynaceae (363 - 93%), incluindo a pervinca de Madagáscar (Catharanthus roseus);
- Melastomataceae (341 - 98%), principalmente árvores e arbustos.

### Plantas não vasculares
Uma lista de verificação de 2012 registra 751 espécies de musgos e táxons infraespecíficos, 390 marchantiophytas e três anthocerotophytas. Cerca de 34% dos musgos e 19% das hepáticas são endêmicas. Não se sabe quantas dessas espécies foram extintas desde a sua descoberta, e provavelmente ainda há um número a ser descrito.

### Fungos e líquenes
Muitas espécies não descritas de fungos são suspeitas em Madagáscar. Uma certa quantidade de cogumelos comestíveis é consumida no país, especialmente dos gêneros Auricularia, Lepiota, Cantharellus (chanterelles) e Russula (brittlegills). A maioria das espécies ectomicorrízicas é encontrada em plantações de eucalipto e pinheiro introduzidos, mas também em florestas nativas de tapia (Uapaca bojeri). O fungo quitrídio Batrachochytrium dendrobatidis, responsável pela quitridiomicose, uma doença infecciosa que ameaça populações de anfíbios em todo o mundo, foi considerado ausente de Madagáscar há muito tempo. Em 2010, foi registrado, no entanto, e foi confirmado em várias áreas e em numerosas famílias de sapos, alertando os cientistas para uma nova ameaça à fauna já ameaçada de extinção da ilha.
Mais de 500 espécies de líquenes de Madagáscar foram documentadas, mas o número real foi estimado em pelo menos o dobro. Madagáscar pode ser dividida em dois habitats principais que podem ser associados à distribuição de líquen. As áreas tropicais úmidas da rocha siliciosa compõem aproximadamente dois terços do país e são onde a maioria dos líquenes foi documentada. Áreas tropicais secas de rocha granítica e calcária compõem o outro terço do país, com pouco mais de vinte espécies documentadas nesses habitats.

### Algas
A classificação das algas é problemática. Elas formam um grupo diverso, mas geralmente não são mais consideradas parte do Reino das Plantas e, em geral, são pouco conhecidas. Uma análise das diatomáceas de água doce listou 134 espécies; a maioria delas foi descrita a partir de depósitos fósseis e não se sabe se elas foram extintas. Supõe-se que Madagáscar abriga uma rica flora endêmica de diatomáceas. Depósitos de diatomáceas de sedimentos de lago têm sido usados para reconstruir variações paleoclimáticas na ilha.

## Tipos de vegetação

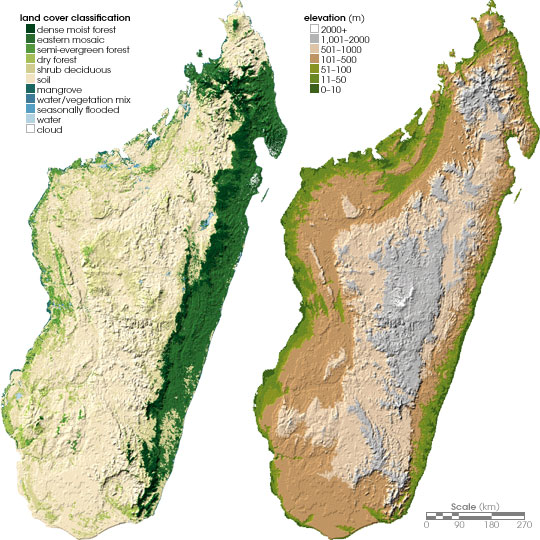
Cobertura do solo (esquerda) — observe o cinturão verde-escuro da floresta úmida — e topografia (direita)

Madagáscar apresenta tipos de vegetação contrastantes e únicos, determinados principalmente pela topografia, clima e geologia. Uma escarpa íngreme do leste captura a maior parte das chuvas provocadas pelos ventos alísios do Oceano Índico. Consequentemente, o cinturão oriental abriga a maioria das florestas úmidas, enquanto o oeste tem uma vegetação mais seca. A região das sombras das chuvas no sudoeste tem um clima subárido. O planalto central, acima de 800 metros, apresentam algumas montanhas altas, embora o Maciço de Tsaratanana, no norte, tenha a maior altitude, ou seja, 2,876 m (9,436 ft). As temperaturas são mais altas na costa oeste, com médias anuais de até 30 °C (86 °F), enquanto os maciços altos têm um clima frio com uma temperatura de 5 °C (41 °F) de média anual. A geologia de Madagáscar apresenta principalmente rochas subterrâneas ígneas e metamórficas, com um pouco de lava e quartzito nos planaltos central e leste, enquanto a parte ocidental possui cinturões de arenito, calcário (incluindo as formações carste) e areia não consolidada. 

A distinção marcada leste-centro-oeste entre a flora malgaxe já foi descrita pelo naturalista inglês Richard Baron em 1889. Os autores do século XX, incluindo Henri Perrier de la Bâthie e Henri Humbert, construíram esse conceito e propuseram vários sistemas de classificação semelhantes, baseados em critérios florísticos e estruturais. Uma classificação de 2007, o Atlas da Vegetação de Madagáscar, distingue 15 tipos de vegetação (incluindo dois tipos e cultivo degradados) com base em imagens de satélite e pesquisas no solo; eles são definidos principalmente com base na estrutura da vegetação e diferem na composição das espécies em diferentes partes da ilha. Em parte, correspondem às sete ecorregiões terrestres definidas pelo World Wildlife Fund (WWF) em Madagáscar.